# Cuminum borszczowii
Cuminum borszczowii är en flockblommig växtart som beskrevs av Koso-pol. Cuminum borszczowii ingår i släktet spiskumminsläktet, och familjen flockblommiga växter. Inga underarter finns listade i Catalogue of Life.